# Villaesper
Villaesper es una localidad de la provincia de Valladolid (Castilla y León, España) que pertenece al municipio de Villabrágima.

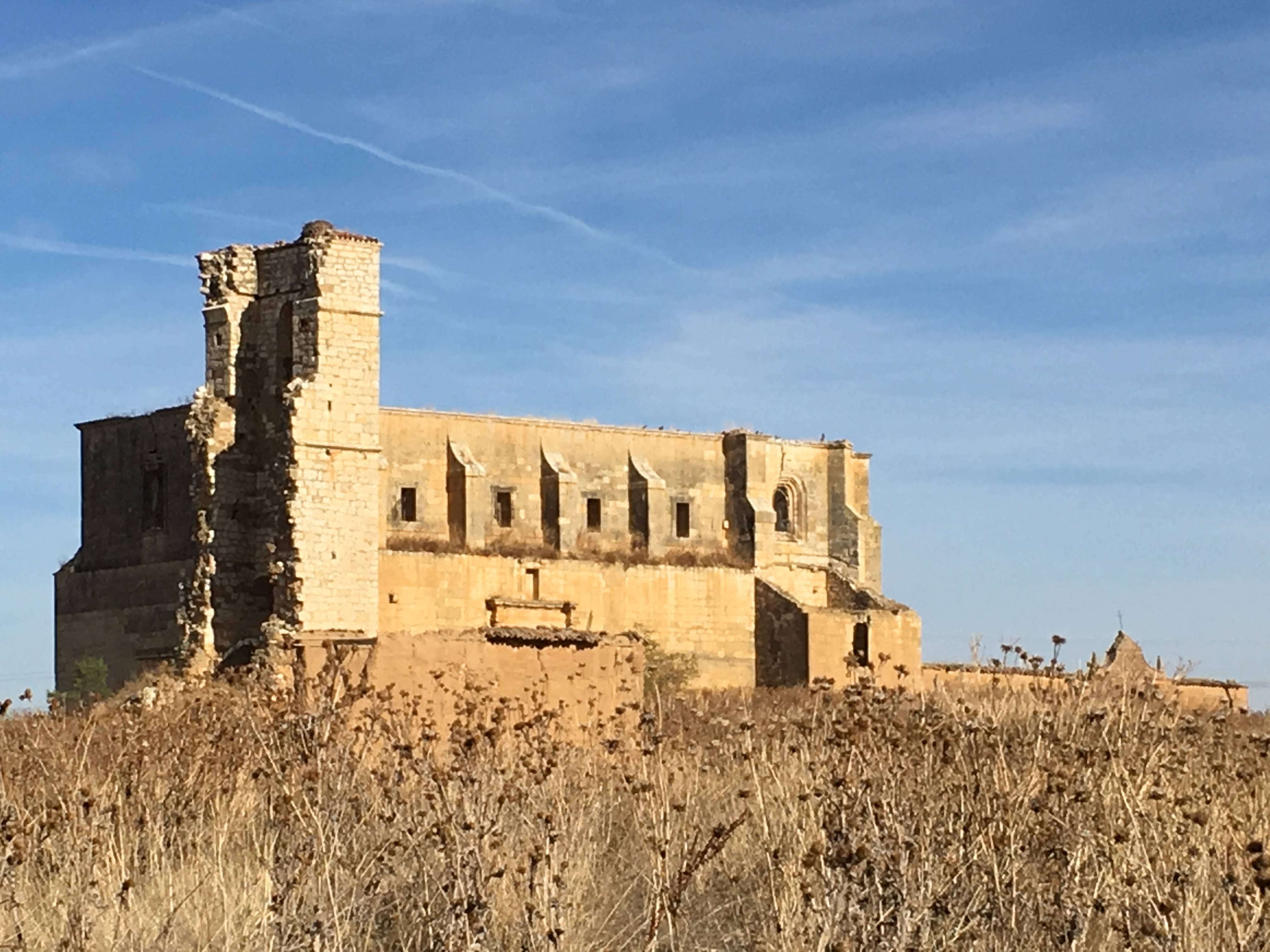

Es una pequeña pedanía situada en el límite septentrional del municipio de Villabrágima, cerca de Morales de Campos y al oeste de Medina de Rioseco, en Tierra de Campos. Tiene muy pocos habitantes y conserva las ruinas de una iglesia parroquial dedicada a Nuestra Señora de la Esperanza.

## Historia
Fue municipio independiente hasta 1975, año en que se incorporó al municipio de Villabrágima.

## Geografía humana

### Demografía
| Gráfica de evolución demográfica de Villaesper entre 1842 y 1970 |
| |
| Población de derecho según los censos de población del INE Población de hecho según los censos de población del INEEntre el censo de 1981 y el anterior, este municipio desaparece porque se integra en el municipio 47197 (Villabrágima) |

Evolución de la población en el siglo XXI
| Gráfica de evolución demográfica de Villaesper entre 2000 y 2020   |
|                                                                    |
| Población de derecho (2000-2020) según el padrón municipal del INE |